# Địa lý Brasil
Brasil là quốc gia lớn nhất ở Nam Mỹ. Diện tích đất liền của nó chiếm gần một nửa Nam Mỹ và có diện tích 8.456.510 km2, đứng thứ năm trên thế giới. Điểm cao nhất ở Brasil là Pico da Neblina, cao hơn 2.994 mét so với mực nước biển. Brasil giáp Argentina, Bolivia, Colombia, Guyane thuộc Pháp, Guyana, Paraguay, Peru, Suriname và Venezuela.
Con sông lớn nhất trên thế giới chảy sông Amazon chảy qua Brasil. Brasil cũng có rừng nhiệt đới Amazon lớn nhất thế giới.

## Diện tích và kích thước
Lãnh thổ của Brasil rộng 8.515.767 km², trong đó 8.456.510 km² là phần đất liền và 55.455 km² là mặt nước. Cộng hòa Liên bang Brasil chiếm 5,7% tổng diện tích đất trên thế giới. Brasil là quốc gia lớn thứ năm trên thế giới (sau Trung Quốc, Hoa Kỳ, Canada, Nga).
- Chiều dài từ tây sang đông: 4.328 km (theo đường thẳng).
- Chiều dài từ Bắc tới Nam: 4320 km (theo đường thẳng).

### Điểm cực đoan
- Bắc là8° vĩ độ Bắc và 60° kinh độ Tây.
- Nam là 32° vĩ độ nam và 70° kinh độ tây.
- Tây là 10° vĩ độ nam và 75° kinh độ tây.
- Đông là 7° vĩ độ nam và 34,5° kinh độ tây.

## Biên giới
Tổng chiều dài của biên giới là 14.691 km (chiều dài của biên giới: với Argentina là 1224 km; với Bolivia là 3400 km, với Colombia là 1643 km, với Guyane thuộc Pháp là 673 km, với Guyana là 1119 km, với Paraguay là 1290 km, với Peru là 1560 km, với Suriname là 597 km, với Uruguay là 985 km, với Venezuela là 2200 km).

## Bờ biển
Chiều dài đường bờ biển: 7491 km. Toàn bộ bờ biển thuộc về bờ biển Đại Tây Dương, tạo thành biên giới phía đông tự nhiên của Brasil. Có rất nhiều vịnh thuận tiện, ví dụ, vịnh Guanabara ở Rio de Janeiro. Có vài vịnh lớn.